# Selenia minima
Selenia minima là một loài bướm đêm trong họ Geometridae.